# Landtags- und Gemeinderatswahl in Wien 1987
- SPÖ: 62
- ÖVP: 30
- FPÖ: 8

Die Landtags- und Gemeinderatswahl in Wien 1987 wurde am 8. November 1987 durchgeführt. Die Sozialistische Partei Österreichs (SPÖ) blieb mit einem leichten Minus von 0,6 %-Pkte nahezu unverändert und konnte mit 54,9 % ihre absolute Stimmen- und Mandatsmehrheit klar verteidigen. Zudem konnte die SPÖ ihren Mandatsstand trotz der leichten Stimmenverluste von 61 auf 62 von insgesamt 100 Mandaten steigern. Die Österreichische Volkspartei (ÖVP) sackte hingegen nach mehreren gewonnenen Wahlen um 6,4 %-Pkte ab und erreichte mit 28,37 % nur noch 30 Mandate. Dies bedeutete den Verlust von sieben Mandaten. Als Gewinner der Wahl ging die Freiheitliche Partei Österreichs (FPÖ) hervor, die sich mit einem Plus von 4,3 %-Pkte auf einen Stimmenanteil von 9,7 % nahezu verdoppeln konnte. Die Wiener Landespartei profitierte dabei auch vom allgemeinen Aufschwung, den die FPÖ nach der Wahl Jörg Haiders zum Parteiobmann genommen hatte. Die FPÖ konnte dabei sechs Mandate hinzugewinnen und stellte in der Folge 8 Mandatare im Wiener Landtag und Gemeinderat. Auch die Grüne Bewegung konnte bei der Wahl 1983 stark zulegen. Nachdem die Alternative Liste Wien 1978 2,5 % erreicht hatte, erzielte die Grüne Alternative (GRÜNE) 4,4 % und die Vereinten Grünen Österreichs (VGÖ) 0,8 %. Beide scheiterten jedoch am Einzug in den Landtag. Den Einzug in den Landtag verpasste auch die Kommunistische Partei Österreichs (KPÖ), die 1,7 % erzielte. 
Der Wiener Landtag und Gemeinderat der 14. Wahlperiode konstituierte sich in der Folge am 9. Dezember 1987 und wählte an diesem Tag die Landesregierung Zilk II. 

## Ergebnisse
|                                         | Ergebnisse 1987  | Ergebnisse 1987  | Ergebnisse 1987  | Ergebnisse 1983  | Ergebnisse 1983  | Ergebnisse 1983  | Differenzen    | Differenzen    | Differenzen    |
| --------------------------------------- | ---------------- | ---------------- | ---------------- | ---------------- | ---------------- | ---------------- | -------------- | -------------- | -------------- |
| Wahlberechtigte                         | 1.131.000        | 1.131.000        | 1.131.000        | 1.141.971        | 1.141.971        | 1.141.971        | − 10.971       | − 10.971       | − 10.971       |
| Wahlbeteiligung                         | 63,70 %          | 63,70 %          | 63,70 %          | 85,18 %          | 85,18 %          | 85,18 %          | − 21,48 %-Pkte | − 21,48 %-Pkte | − 21,48 %-Pkte |
|                                         | Stimmen          | %                | Mand.            | Stimmen          | %                | Mand.            | Stimmen        | %-Pkte         | Mand.          |
| Abgegebene Stimmen                      | 720.477          |                  |                  | 972.773          |                  |                  | - 252.296      |                |                |
| Ungültig                                | 22.476           | 3,12 %           |                  | 12.708           | 1,31 %           |                  | + 9.768        | + 1,81         |                |
| Gültig                                  | 698.001          | 96,88 %          |                  | 960.065          | 98,69 %          |                  | − 262.064      | − 1,81         |                |
| Partei                                  |                  |                  |                  |                  |                  |                  |                |                |                |
| Sozialistische Partei Österreichs (SPÖ) | 383.368          | 54,92 %          | 62               | 532.992          | 55,52 %          | 61               | − 149.624      | − 0,60         | + 1            |
| Österreichische Volkspartei (ÖVP)       | 198.244          | 28,40 %          | 30               | 334.251          | 34,82 %          | 37               | − 136.007      | − 6,42         | − 7            |
| Freiheitliche Partei Österreichs (FPÖ)  | 67.815           | 9,72 %           | 8                | 51.767           | 5,39 %           | 2                | + 16.048       | + 4,33         | + 6            |
| Kommunistische Partei Österreichs (KPÖ) | 11.983           | 1,72 %           | 0                | 10.942           | 1,14 %           | 0                | + 1.041        | + 0,58         | ± 0            |
| Grüne Alternative (GRÜNE)               | 30.713           | 4,40 %           | 0                | nicht kandidiert | nicht kandidiert | nicht kandidiert | + 30.713       | + 4,40         | ± 0            |
| Vereinte Grüne Österreichs (VGÖ)        | 5.878            | 0,84 %           | 0                | nicht kandidiert | nicht kandidiert | nicht kandidiert | + 5.878        | + 0,84         | ± 0            |
| Alternative Liste Wien (ALW)            | nicht kandidiert | nicht kandidiert | nicht kandidiert | 23.969           | 2,50 %           | 0                | − 23.969       | − 2,50         | ± 0            |
| Gesamt                                  | 698.001          | 100,00 %         | 100              | 960.065          | 100,00 %         | 100              | − 262.064      |                |                |